# Dobra Voda

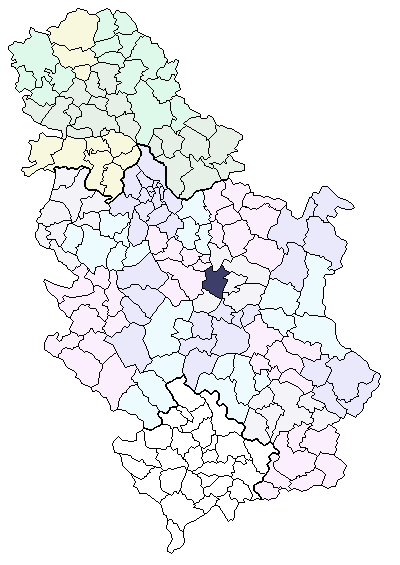
Localizzazione del comune di Jagodina in Serbia

Dobra Voda (in serbo: Добра Вода) è un villaggio di 430 abitanti (2002) situato nel centro geografico della Serbia, frazione di Jagodina (Serbia centrale).

## Caratteristiche
La lingua ufficiale è il serbo ma molti abitanti parlano un dialetto che è quasi uguale alla lingua rumena. La maggior parte degli abitanti vive e lavora all'estero e spesso ritorna nel paese di origine il cui significato, tradotto in italiano, vuol dire "Acqua Buona".

## Demografia
| Anno | Abitanti |
| ---- | -------- |
| 1948 | 711      |
| 1953 | 763      |
| 1961 | 805      |
| 1971 | 823      |
| 1981 | 790      |
| 1991 | 758      |
| 2002 | 430      |

Grafico sul cambiamento del numero della popolazione